# Viatgers nocturns en una creu
Viatgers nocturns en una creu (en eslovac: Nocni Putnici pri Krizi) és una pintura a l'oli de l'artista hongarès László Mednyánszky de l'any 1880.

## Descripció
La imatge va ser creada a la primera meitat de 1880. Té les dimensions de 244 × 149 centímetres. Pertany a la col·lecció de la Galeria Nacional Eslovaca.

## Anàlisi
La imatge mostra tres persones amb els caps inclinats resant davant la creu en un bosc fosc de nit. L'escala monumental de la composició va emfasitzar la mida, així com llum de la lluna.
El disseny amb una creu en un bosc -que simbolitza la mort- es troba regularment en les obres de Mednyánszky.